# 杨光泩祖居
杨光泩祖居，是中國浙江省湖州市南浔区菱湖镇北栅社区北桥浜路6号，为杨万丰丝行的旧址，也是被日军杀害的中华民国驻菲律宾总领事杨光泩（1900—1942）的祖居。2003年1月20日公布为第六批文保单位。